# Comuni della Riunione

Confini comunali della Riunione

La Riunione conta 24 comuni. Di taglia comparabile a quella di un cantone rurale della Francia metropolitana, raggruppano un numero relativamente importante di villaggi.

## Lista
| Codice INSEE | Codice postale | Comune                  | Intercomunalità | Anno di creazione |
| ------------ | -------------- | ----------------------- | --------------- | ----------------- |
| 97401        | 97425          | Les Avirons             | CCSUD           | 1894              |
| 97402        | 97412          | Bras-Panon              | CIREST          | 1882              |
| 97424        | 97413          | Cilaos                  | CIVIS           | 1965              |
| 97403        | 97414          | Entre-Deux              | CCSUD           | 1882              |
| 97404        | 97427          | L'Étang-Salé            | CIVIS           | 1894              |
| 97405        | 97429          | Petite-Île              | CIVIS           | 1935              |
| 97406        | 97431          | La Plaine-des-Palmistes | CIREST          | 1899              |
| 97407        | 97420          | Le Port                 | TCO             | 1895              |
| 97408        | 97419          | La Possession           | TCO             | 1890              |
| 97409        | 97440          | Saint-André             | CIREST          | 1741              |
| 97410        | 97437          | Saint-Benoît            | CIREST          | 1733              |
| 97411        | 97400          | Saint-Denis             | CINOR           | 1689              |
| 97418        | 97438          | Sainte-Marie            | CINOR           | 1737              |
| 97419        | 97439          | Sainte-Rose             | CIREST          | 1790              |
| 97420        | 97441          | Sainte-Suzanne          | CINOR           | 1704              |
| 97412        | 97480          | Saint-Joseph            | CCSUD           | 1785              |
| 97413        | 97416          | Saint-Leu               | TCO             | 1790              |
| 97414        | 97450          | Saint-Louis             | CIVIS           | 1768              |
| 97415        | 97428          | Saint-Paul              | TCO             | 1663              |
| 97417        | 97442          | Saint-Philippe          | Nessuna         | 1830              |
| 97416        | 97410          | Saint-Pierre            | CIVIS           | 1735              |
| 97421        | 97433          | Salazie                 | CIREST          | 1899              |
| 97422        | 97418          | Le Tampon               | CCSUD           | 1925              |
| 97423        | 97426          | Trois-Bassins           | TCO             | 1897              |

## Intercomunalità
23 dei 24 comuni dell'isola partecipano a una cooperazione intercomunale.
- CIVIS, communauté d'agglomération creata nel 2002.
- CIREST, communauté d'agglomération creata nel 2002.
- CINOR, communauté d'agglomération creata nel 2001.
- TCO, communauté d'agglomération creata nel 2002.
- CCSUD, communauté de communes creata nel 1997.